# Hada teriolensis
Hada teriolensis là một loài bướm đêm trong họ Noctuidae.